# Бекли
Бекли (на английски: Beckley) е град в североизточната част на Съединените американски щати, административен център на окръг Роли в щата Западна Вирджиния. Населението му е около 17 600 души (2010).
Разположен е на 738 метра надморска височина в Алигейнските планини, на 75 километра югоизточно от Чарлстън и на 122 километра северозападно от Роаноук. Селището е официално създадено през 1838 година, но е заселено по-късно, а през 1850 година става център на новосъздадения окръг Рали.

## Известни личности
Родени в Бекли
- Крис Сарандън (р. 1942), актьор